# Нгуєн Няк
Нгуєн Нхак (Нгуєн Ван Няк, Хо Нхак) (1752 — 1793) — 1-й володар Дайв'єту з династії Тейшон у 1778—1788 роках. Протягом усього панування боровся з князями Нгуєн і Чінь.

## Життєпис

### Боротьба з Нгуєнами
Походив з заможної родини Хо, що належала до нижчого розряду феодальної ієрархії. Син землевласника і купця Хо Пхі Пхука. Народився в повіті Тейшон провінції Куйнхон (сучасна провінція Біньдінь). Був доволі освіченим для свого часу. Продовжив родинну традицію торгівлі бетелем. Водночас був знавцем бойових мистецтв. На кінець 1760-х років був вже багатим купцем і старостою місцевої гільдії торговців.
1771 року не підкорився вимозі державного податкового чиновника здати в скарбницю збільшену частку доходів своєї гільдії і втік з братами Ли і Хюе до гірського району Тейшон. Тут став збирати загони невдоволених Чионгом Фук Лоаном (фактичним управителем Кохінхіни при вионгу Нгуєн Пхук Тхуані). Спочатку Нхак оголосив. що має намір посадити на трон Кохінхіни старшого онука колишнього князя Нгуєн Фук Зионга. На бік повсталих перейшли племена мі, тямів і хоа.
Наприкінці 1773 року практично не зустрічаючи опору, тейшони рушили в Куангнам, де у приморського міста Бенда розгромили надіслані зі столиці урядові війська. На початку 1774 повстанці захопили всю провінцію Кунгнам, а пізніше зайняли провінцію Біньтхуан. Місто Куїньон перетворилося на базу Нгуєн Нхака. Втім урядові сили перейшли в контрнаступ і завдали в низки поразок Нхаку.

### Боротьба з Чінями
В цей час Чінь Шам, вионг Тонкіна, вирішив скористатися ситуацією для захоплення південної частини держави, де діяв Нхак з братами. Військовик останнього —Хоанг Нгу Фук — заявив, що воює не з Нгуєнами, а Чионгом Фук Лоаном. У Фусуані (резиденції Кохінхіни) стався палацовий заколот. Родова знать і вище чиновництво заарештували Чионга Фук Лоана і видали його Хоангу Нгу Фуку. Вионг Нгуєн Фук Тхуан втік до Куангнама, де призначив Нгуєн Фук Зионга спадкоємцем.
У середині 1774 року в битві біля містечка Камша Нхяк зазнав поразки від Хоанг Нгу Фука, відступивши до Бенбана. Водночас наступ на Тейшонів повело військо князя Нгуєна. У середині 1775 року Нхаку вдалося захопити самого Нгуена Фук Зионга, однак при цьому Хоанг Нгу Фук зайняв Куангнам, а на півдні тейшони зазнали поразки в Фусуані. Усвідомивши неможливість поодинці воювати проти всіх Нхак підкорився вионгу Чінь Шану, від якого отримав посаду т'єнь-фонг-цюана (на кшталт генерала). За цим видав власну доньку за Нгуєн Фук Зионга, закликавши зайняти трон князя Кохінхіни, але той відмовився. Водночас Нхак прийняв прізвище Нгуєн.
Невдовзі Нхак відновив боротьбу з армією Чінь під гаслом відновлення владу Нгуєнів в Кохінхіні. У відповідь військо Хоанг Нгу Фука вделося до провінції Куангнгай, але більшість вояків загинуло від хвороб, невдовзі помер Хоанг Нгу Фук. Відновивши владу в Куангнгаї Нхак розпочав боротьбу за владу на півдні держави.
У 1776 році оголосив себе вионгом Тейшон. Перетворив фортецю Добан (колишню тямпську Віджаю) за свою базу. Невдовзі був ув'язнений у буддійському храмі Нгуен Фук Зионг. 1777 року Чінь Шам визнав Нхака правителем Кохінхіни з титулом кунг-цянгун (провінцій герцог Кунгу). Того ж року Нхакпереміг та знищив рештки роду Нгуєн.

### Імператор
1778 року Нхак взяв девіз панування «Тай Дак», що свідчило про оголошення незалежності. Втім невдовзі Нгуєн Фук Ань повстав в місті Лонгсюєн, оголосивши про намір відновити панування роду Нгуєн. Невдовзі уклав союз з Сіамом. Втім внутрішнє супереництво призвело до повстання проти Нгуєн Аня низки генералів, чим скористався Нгуєн Нхак, що 1782 року завдав суперникові низки поразок. 1783 року відбито спробу Нгуєн Аня закріпитися на півдні Кохінхіни. 1785 року завдано поразки нгуєн-сіамському флоту, внаслідок чого Ань втік до Сіаму.
Але за цим Нхак погиркався з братом Хюе, внаслідок чого почалися бойові дії. Нхак опинився в облозі в Куїньоні. Втім невдовзі Нхак замирився з братом, розділивши володіння: центр зберіг за собою  Нхак,  північні землі отримав Хюе, інший брат Ли — південь. 1786 року Хюе розпочав кампанією з підкорення Тонкіну.
Натомість Нхак вимушен був знову протистояти Нгуєн Аню, що 1789 року закріпився в провінція Зядінь. Бої тривали до самої смерті Нхака у 1792 році. За свідченням він помер від удару, почувши повідомлення про поразку свого флоту від флоту Нгуєн Аня. Землі Нхака зайняв його небіж Нгуєн Куанг Тоан, відсторонивши від влади сина Нхака — Бао.